# Avathar
Ej att förväxla med det svenska metal-bandet Avatar.
Avathar är ett finskt melodiskt black/folk metal-band som grundades 2000 i Ojakkala, men var inte så aktiva innan 2003.

## Medlemmar
Nuvarande medlemmar
- Scatcha – keyboard, sång (2003– )
- Witch King (Harri Hyytiäinen) – sång (2003– )
- Dain – gitarr (2005– )
- Daeron – gitarr (2005–2007), trummor (2007– )
- Dragon Hunter (T. Landen) – gitarr (2007– )
- Miriel – sång (2009– )
- Anfauglir – basgitarr (2010– )

Tidigare medlemmar
- Jonna Piittala – sång (2003)
- Thalion – trummor (2005–2007)
- Emerwen (Nea Heino) – keyboard (2005–2009)
- Iina – sång (2006)
- Bolg – basgitarr (2007–2010)
- Von Blofield – sång (2007)
- Finduilas – sång (2007–2009)

## Diskografi
Demo
- 2005 – A Storm Coming
- 2006 – Where Wicked Winds Blow
- 2008 – To the Halls of Await
- 2008 – From the Other Side
- 2008 – For What Dwells Behind the Mist
- 2009 – Forlorn
- 2010 – Dark Paths

Studioalbum
- 2004 – Shadows
- 2004 – Where Light and Shadow Collide
- 2019 – Bûrgulu kû-ghâra

EP
- 2007 – Beyond the Spheres of the Mortal World